# George Schweigmann
Georgus Hermanus Josephus "George" Schweigmann (Sneek, 7 november 1924 – Leeuwarden, 18 oktober 2017) was een Nederlandse schaatser. 
Als 17-jarige toerrijder schaatste Schweigmann vanaf de achtste Elfstedentocht in 1942 acht achtereenvolgende Elfstedentochten. Hij volbracht ze allemaal en is daarmee mederecordhouder met (onder anderen) Klaas de Groot. Tijdens de twaalfde Elfstedentocht (1963) raakte Schweigmann gewond aan de knie door een schaats van een mederijder en finishte na het krammen als laatste. 
Hij was tevens voor de Koninklijke Vereniging De Friesche Elf Steden 25 jaar lang bestuurslid. Schweigmann overleed in 2017 op 92-jarige leeftijd aan een hartaanval.